# Муржа, Граф Шандорович
Граф Шандорович Муржа (род. 1973) — российский скрипач, заслуженный артист России.

## Биография
Начал заниматься музыкой в три года под руководством отца, а затем — с В. Л. Усминским (профессором Уральской консерватории).
В 1982 году Граф Муржа поступил в Центральную музыкальную школу при Московской консерватории к преподавателю Ирине Бочковой.
Под руководством проф. Бочковой в 1997 окончил консерваторию, а в 1999 — ассистентуру-стажировку. В годы учёбы за выдающиеся результаты был награждён именной стипендией Президента Б. Н. Ельцина.
Окончил аспирантуру в Королевской академии музыки (Лондон).

## Награды
- 1990, Конкурс скрипачей имени Паганини (Генуя), 4 место[2]
- 1991, Конкурс имени Вианы да Мотта (Лиссабон), 2 место (первое не присуждалось)[3], где ему также была присуждена специальная премия за чакону Б. Бартока (Соната для скрипки соло[англ.], ч. 1 Tempo di ciaccona)
- 1993, Демидовский международный юношеский конкурс скрипачей (Екатеринбург)
- 1994, Х Международный конкурс имени П. И. Чайковского (Москва), 3 место (также 3 место получил Марко Рицци)[4]
- 1996, Конкурс имени Лонг и Тибо (Париж), 3 место[5]
- 1997, Конкурс имени Пабло Сарасате (Памплона)
- 1997, Hattori Foundation (Лондон)[6]
- 2000, Конкурс имени Родольфо Липицера (Гориция), 2 место[7], а также 4 специальных премии: за лучшее исполнение концертов И. Стравинского, Я. Сибелиуса, Р. Липицера, и специальный приз публики;
- 2002, Конкурс Университета Южной Африки (UNISA) (Претория), 3 место[8]
- 2010, Конкурс скрипачей «Violin Masters» (Монте-Карло), золотая медаль гран-при
- и другие.

Кроме того, в 1994 году Г. Мурже была присуждена премия Совета Европы.
В 2004 году Г. Мурже было присуждено звание «Заслуженный артист России».

## Творческая деятельность
С 1990 года Граф Муржа регулярно выступает с сольными концертами и с симфоническими оркестрами России и Европы в качестве солиста в крупнейших залах России и Европы: Большом и Малом залах Московской консерватории, Концертном зале им. Чайковского, Большом и Малом залах Санкт-Петербургской консерватории, Salle Gaveau, Théâtre de la Ville, Arsenal (Франция), Консертгебау (Голландия), брюссельском Дворце изящных искусств (Бельгия), Ла-Шо-де-Фон[уточнить] (Швейцария), Музыкальная академия Ференца Листа (Венгрия), Зал Казальса (Япония) и другие.
Муржа работал с дирижёрами: Л. Фостер, Е. Ф. Светлановым, Е. Максимюком, М. Ф. Эрмлером, А. Д. Вакульским, А. С. Дмитриевым, Д. Алексеевым[уточнить], М. Яновским, Ю. Садо, А. Михайлов[уточнить], И. Новак[уточнить], В. К. Полянским, Ю. И. Симоновым и другими.
В репертуаре скрипача свыше 30 концертов с оркестром, среди них редко исполняемые произведения Е. Дохнаньи, Х. Бадингса, Г. Дмитриева, М. Носырева, Б. Бартока.
С 2007 года скрипач является художественным руководителем фестиваля «Скрипка-бродяга» в Екатеринбурге, где исполняется классика, этническая, клезмерская музыка, джаз.
Граф Муржа записал 3 компакт-диска для компании грамзаписи Harmonia Mundi, неоднократно сотрудничал с компаниями Alpha, Integral, Hanssler-Verlag, Naxos, Chant du Monde, Classical Records, Fuga Libera.
Скрипач сотрудничает с известными музыкантами, с ним выступали пианисты Пётр Андершевский, Барри Дуглас, Бруно Канино, Кристиан Захариас, Александр Таро; альтисты Нобуко Имаи, Лиз Берто, Лоренс Пауэр; виолончелисты: Андрес Диас, Франсуаза Гробан, Марк Коппе, Мария Халлинк, Ксавье Филлипс; кларнетисты Мишель Летьек, Роналд ван Спандонк; валторнисты Эрве Жулен, Ричард Уоткинс, Франсис Орваль и другие артисты. Постоянный партнёр Графа Муржи — пианистка Наталия Гусь.
Музыкант преподаёт в Московской консерватории, а также ведёт мастер-классы в России и за рубежом. С 2005 года Г. Муржа приглашается в состав жюри международных и российских конкурсов.